# 武甲温泉
武甲温泉（ぶこうおんせん）は、埼玉県秩父郡横瀬町にある温泉。武甲山の山麓で湧出している。

## 泉質
- アルカリ性単純硫黄泉（低張性アルカリ性温泉）
  - 泉温　35℃
  - pH 11.1のアルカリ性[1]。

## 温泉地
横瀬川沿いに、日帰り入浴施設と宿泊施設を兼ねた「武甲温泉」が1軒存在する。近くには、併設されたキャンプ場も隣接している。　
建物は日帰り入浴棟の本館、宿泊棟の別館に分かれている。

## 歴史
- 1995年（平成7年）- 開業。

## アクセス
- 西武鉄道西武秩父線横瀬駅から徒歩10分。

- 関越自動車道花園ICから国道140号、国道299号経由、車で50分。